# Безикская бухта
Безикская бухта — бухта в Эгейском море, у западного побережья Малой Азии, напротив турецкого острова Бозджаада (Тенедос) и к югу от одноимённого мыса. 
Бухта неглубока, но защищена от северного и северо-восточных ветров и представляет хорошую якорную стоянку при глубине в 12—18 м, на расстоянии 1,2 км от берега. 
Во время Крымской войны 1853—1856 годов бухта была опорным пунктом для союзного французско-британского флота (так, именно здесь в 1853 году данный флот находился перед отправлением к Константинополю и в Чёрное море). Позднее использовалась для стоянки английского флота в 1876 году.